# ボルボ・VESC
VESC（Volvo Experimental Safety Car）は、ボルボ・カーズが1972年のジュネーブモーターショーで発表したコンセプトカーである。

## 概要
ボルボが自動車の安全技術研究分野ではじめて開発した実験車両で、VESCで試された安全対策の多くは240シリーズおよび260シリーズで実用化された。

### 主な安全機能・装備
- 前席（運転席と助手席）及び後席のエアバッグ
- 自動的に展開する前席及び後席のヘッドレストエアバッグ
- 正面衝突時にエンジンがキャビンフロアの下に潜り込む設計
- 正面衝突時にステアリング・ホイールがダッシュボード内に引き込まれる機能（消えるステアリングホイールとも言われた）
- ABS
- リアビューカメラ（バックカメラ）
- バック時の警告信号
- 側面衝突時の保護（サイドドアビーム）
- フロント及びリアの衝撃吸収（クラッシャブルゾーン）
- ロールオーバー（横転時）の保護
- ヘッドランプウォッシャーとワイパー
- リアワイパーとウォッシャー
- ドア内の警告灯

## ギャラリー

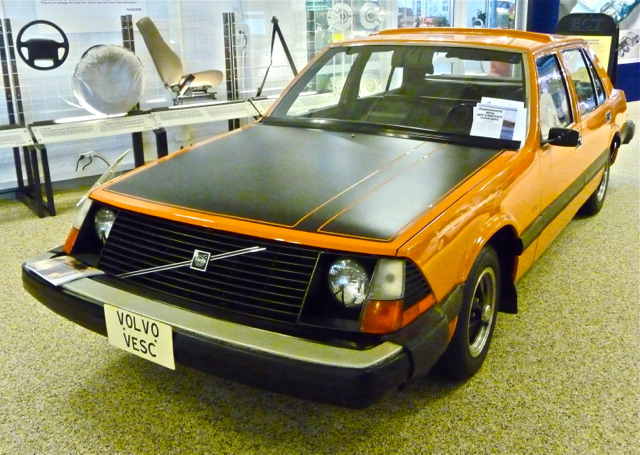
Volvo vesc Front
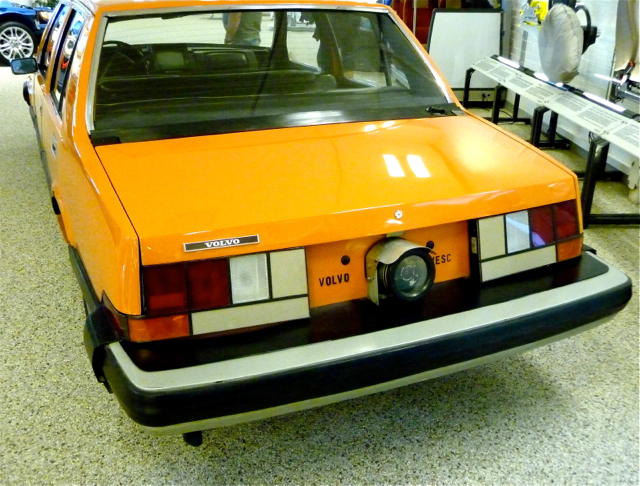
Volvo vesc Rear